# 万和エージェンシー
万和エージェンシーは、右翼活動家の児玉誉士夫が名付け親となって昭和中期に設立された広告代理店。初代社長の池尻泰顔が防共挺身隊の福田進と共闘関係にあったことから防共挺身隊の専属代理店とも言われたが、実際は顧問に山口組三代目組長の田岡一雄などが名をつらねており、任侠色の強い独立組織として数々の右翼事件や暴力事件に関わっていた。このように暴力団との関係も深かったことから広告代理店とはいえ、日本で最初の企業舎弟組織ともいわれている。少数精鋭、一人十殺、秘密主義を遂行しており、表舞台に立つよりも裏工作活動を得意としていた。
解散説も唱えられ、その存在の有無は不明とされていたが、池尻泰顔が病死する前に組織として継続していたことだけが明らかにされた。現在の実態の詳細は不明。